# Roman Totenberg
Roman Totenberg, né le 1er janvier 1911 à Łódź et mort le 8 mai 2012 à Newton (Massachusetts), est un violoniste et professeur américain d'origine polonaise.

## Biographie
Roman Totenberg naît le 1er janvier 1911 à Łódź. Il étudie avec Michałowicz à Varsovie et obtient la médaille d'or au lycée Chopin. Il fait ses débuts avec l'Orchestre philharmonique de Varsovie en 1923. Il poursuit ses études avec Flesch à Berlin, ainsi qu'avec Enescu et Monteux à Paris. Il remporte le prix international Mendelssohn à Berlin en 1932 et fait ses débuts britanniques à Londres et ses débuts américains à New York en 1935.
Il émigre aux États-Unis en 1938.
Il se fait dérober son précieux instrument (un Ames Stradivarius), après un concert en mai 1980. En 2015, sa fille aînée, Nina Totenberg, célèbre journaliste de la radio américaine NPR, raconte sur son blog avoir reçu un appel téléphonique du FBI lui annonçant que le violon a été retrouvé. 
Roman Totenberg meurt le 8 mai 2012 à Newton (Massachusetts).